# Ophisma gravata
Ophisma gravata är en fjärilsart som beskrevs av Achille Guenée 1852. Ophisma gravata ingår i släktet Ophisma och familjen nattflyn. Inga underarter finns listade i Catalogue of Life.